# 臺南金華府
臺南金華府位於臺南市中西區。於民國九十四年（2005年）11月7日公告為市定古蹟，廟內主祀關帝與馬李黃三王爺，是臺南市裡少數命名為「府」的廟宇，表達出其做為王爺廟的特質。

## 沿革

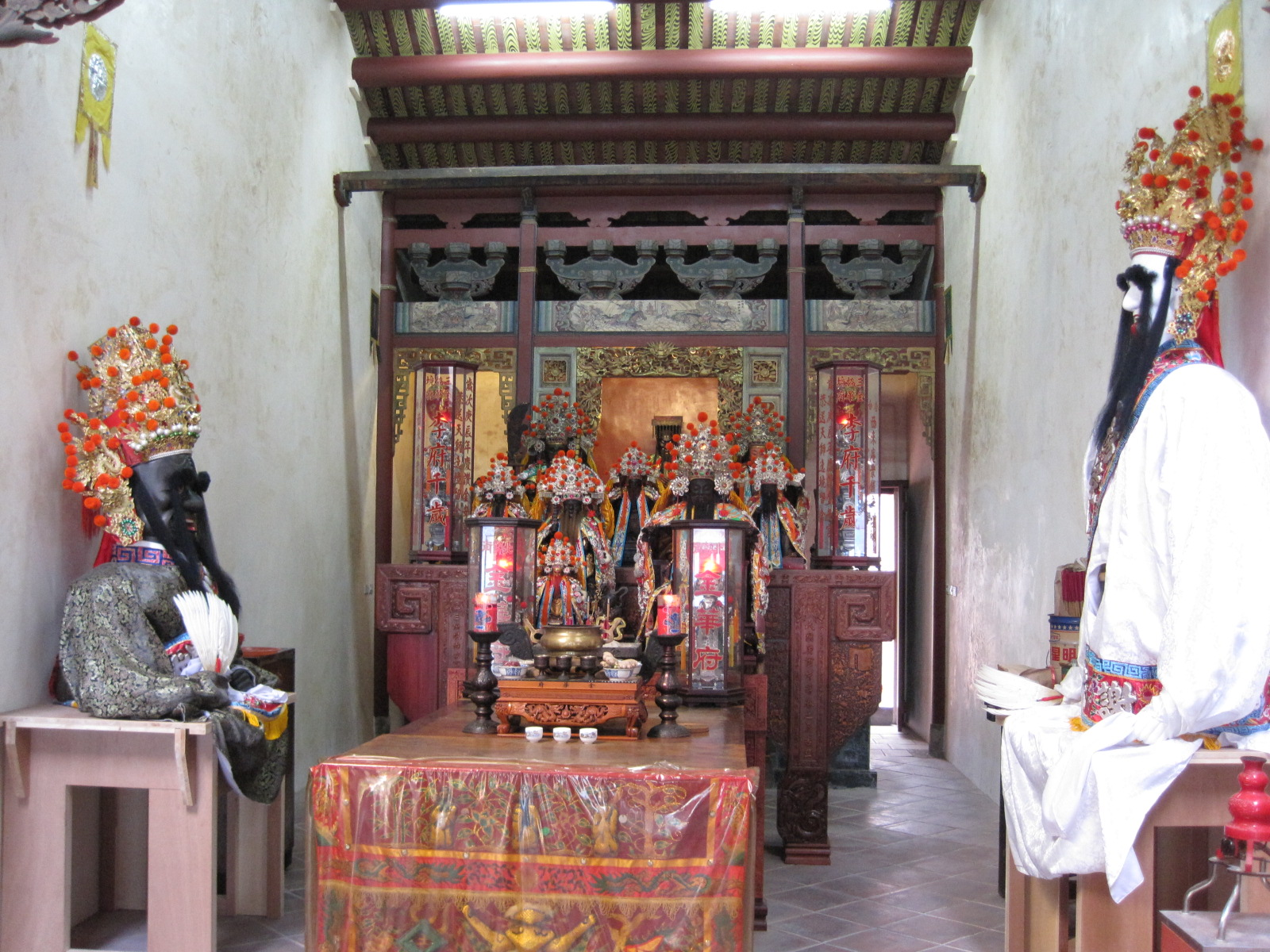
金華府正殿

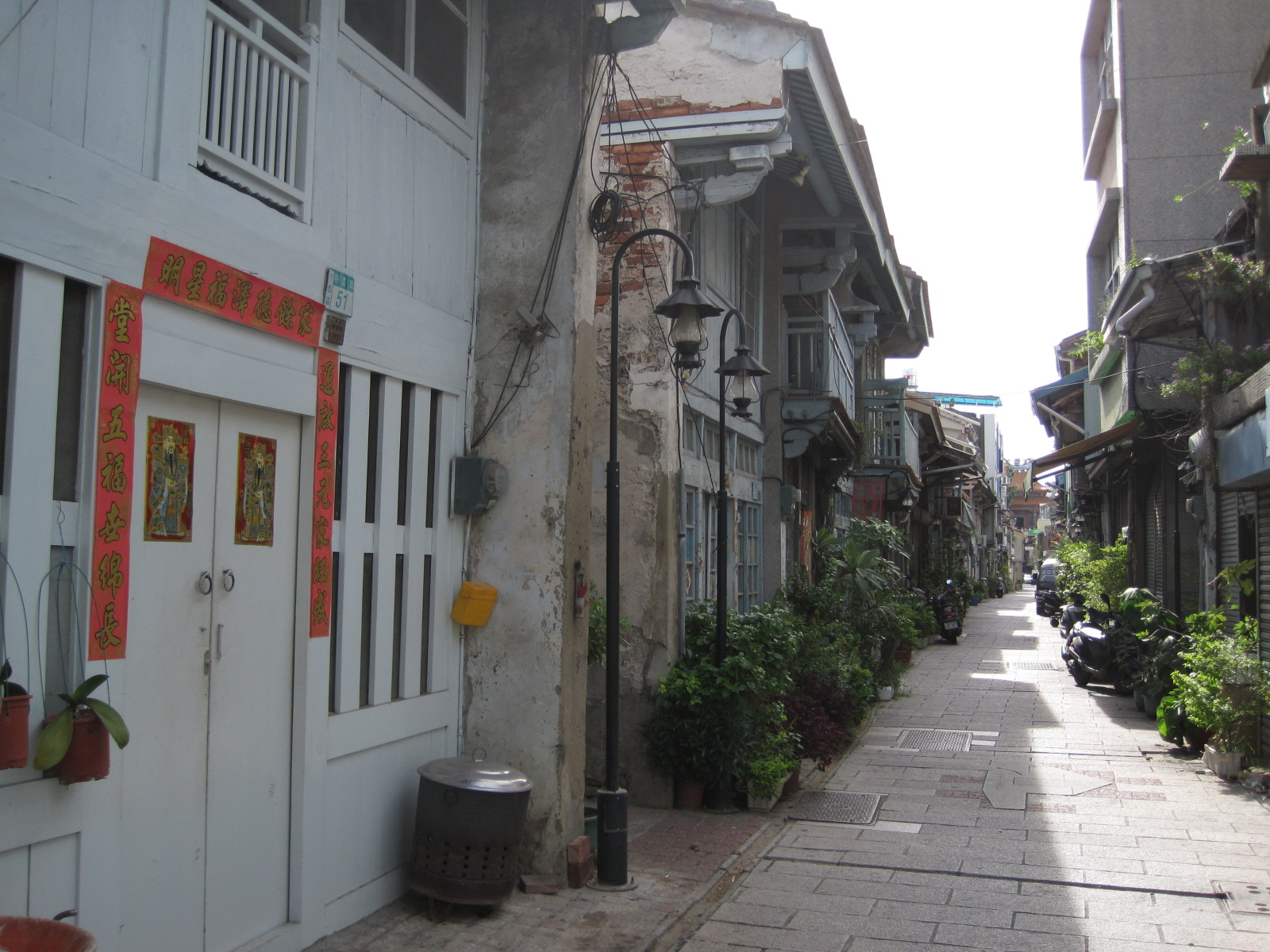
北勢街（今神農街）街景

金華府位在神農街上，過去是臺灣府城五條港區的北勢街。該廟是由一群在五條港碼頭工作，來自泉州晉江的許姓苦力集團集資所建，裡頭供奉著他們從家鄉帶來的關帝爺。該廟在同治十三年（1874年）與光緒14年（1888年）再修過，歷年的整修大致上維持其古貌。
由於原屬地方性廟宇，規模不大、信眾有限，以致廟宇一度失修，但也因此仍保有古風。該廟隨著北勢街（今名神農街）的觀光發展而受到了重視，近年已做了整修。

## 建築特色
該廟由於夾在北勢街（今神農街）的街屋裡，所以顯得狹窄，但基本的三川殿、拜殿與正殿的格局還是有維持。

## 三協境
由南沙宮、金華府及藥王廟所共同聯防之區域，並以風神廟為主廟，防禦區域是在城外五條港之南河港和南勢港。
- 臺南風神廟
- 臺南南沙宮
- 臺南藥王廟